# Campionati europei di ciclismo su pista 2018 - 500 metri a cronometro
La 500 metri a cronometro ai Campionati europei di ciclismo su pista 2018 si è svolta il 6 agosto 2018 presso la Commonwealth Arena and Sir Chris Hoy Velodrome di Glasgow, nel Regno Unito.

## Podio
| Pos.    | Atleta          | Nazionalità |
| ------- | --------------- | ----------- |
| Oro     | Dar'ja Šmelëva  | Russia      |
| Argento | Olena Starikova | Ucraina     |
| Bronzo  | Miriam Welte    | Germania    |

## Risultati

### Qualifiche
I migliori otto tempi si qualificano alla finale.
| Posizione | Atleta             | Nazione       | Tempo  | Gap    | Note |
| --------- | ------------------ | ------------- | ------ | ------ | ---- |
| 1         | Dar'ja Šmelëva     | Russia        | 33.309 |        | Q    |
| 2         | Olena Starikova    | Ucraina       | 33.575 | +0.266 | Q    |
| 3         | Kyra Lamberink     | Paesi Bassi   | 33.786 | +0.477 | Q    |
| 4         | Urszula Los        | Polonia       | 33.826 | +0.517 | Q    |
| 5         | Miriam Welte       | Germania      | 34.155 | +0.846 | Q    |
| 6         | Miriam Vece        | Italia        | 34.318 | +1.009 | Q    |
| 7         | Hetty van de Wouw  | Paesi Bassi   | 34.352 | +1.043 | Q    |
| 8         | Tania Calvo        | Spagna        | 34.499 | +1.190 | Q    |
| 9         | Lauren Bate        | Gran Bretagna | 34.739 | +1.430 |      |
| 10        | Ekaterina Gnidenko | Russia        | 34.940 | +1.631 |      |
| 11        | Marlena Karwacka   | Polonia       | 35.030 | +1.721 |      |
| 12        | Sophie Capewell    | Gran Bretagna | 35.044 | +1.735 |      |
| 13        | Helena Casas       | Spagna        | 35.210 | +1.901 |      |
| 14        | Sára Kaňkovská     | Rep. Ceca     | 35.793 | +2.484 |      |
| 15        | Orla Walsh         | Irlanda       | 36.478 | +3.169 |      |

### Finale
| Posizione | Atleta            | Nazione     | Tempo  | Gap    |
| --------- | ----------------- | ----------- | ------ | ------ |
| 1         | Dar'ja Šmelëva    | Russia      | 33.285 |        |
| 2         | Olena Starikova   | Ucraina     | 33.593 | +0.308 |
| 3         | Miriam Welte      | Germania    | 33.600 | +0.315 |
| 4         | Kyra Lamberink    | Paesi Bassi | 33.939 | +0.654 |
| 5         | Urszula Los       | Polonia     | 33.940 | +0.655 |
| 6         | Miriam Vece       | Italia      | 34.329 | +1.044 |
| 7         | Hetty van de Wouw | Paesi Bassi | 34.479 | +1.194 |
| 8         | Tania Calvo       | Spagna      | 34.555 | +1.270 |